# Francisco de Orellana
Francisco de Orellana (Trujillo, 1511 – Rio delle Amazzoni, 1546) è stato un esploratore e conquistador spagnolo, che prese parte alla colonizzazione spagnola delle Americhe.
Partecipò alla conquista dell'impero Inca, fondò la città ecuadoriana di Guayaquil e successivamente partì con Gonzalo Pizarro all'esplorazione dell'Amazzonia, che terminerà con la scoperta del Rio delle Amazzoni, fiume che inizialmente prese il nome di Rio de Orellana e che egli per primo navigò fino alla foce.

## Biografia
Orellana prese parte alla conquista del Perù con Francisco Pizarro, e fu il comandante in seconda di Gonzalo Pizarro durante la sua spedizione del 1541 ad est di Quito nel Sud America interno alla ricerca di El Dorado. La spedizione superò le Ande e incontrò le propaggini che davano sull'immensa foresta del Rio delle Amazzoni. Arrivati ad un fiume navigabile, la spedizione si fermò e Gonzalo Pizarro mandò in avanscoperta parte della spedizione al comando di Francisco Orellana lungo il fiume alla ricerca di cibo che cominciava a scarseggiare.
Dopo aver atteso inutilmente il suo ritorno, da un fuggitivo della spedizione di Orellana si venne a sapere che Orellana aveva deciso di costruire delle imbarcazioni, imbarcarvi i suoi uomini, e seguire il corso del fiume sconosciuto verso il mare (non sapendo che avrebbe dovuto percorrere migliaia di km). Così, nel dicembre del 1541, mentre Gonzalo Pizarro guidava i suoi uomini in una terribile marcia di ritorno verso Quito, Orellana proseguì con i suoi uomini discendendo il corso del Rio Coca con le rustiche imbarcazioni che aveva costruito e con le quali seguì il corso della corrente fino alla confluenza del Rio Coca con l'Aguarico.
Quindi la spedizione giunse presso il Rio Napo e poi entrò in un enorme fiume, che veniva chiamato Marañon dai nativi. In questa spedizione, Orellana fu accompagnato dal religioso Gaspar de Carvajal, che scrisse una relazione del viaggio chiamata: '"Relacion del nuevo descubrimento del famoso Rio Grande que descubrió por muy gran ventura el Capitan Francisco de Orellana". In quello che fu uno dei più affascinanti viaggi che la storia conosca, Orellana percorse, navigando, l'intero Rio delle Amazzoni, arrivando al suo estuario nell'agosto del 1542. I superstiti costeggiarono l'America del Sud verso Nord attraverso l'oceano Atlantico fino all'isola di Cubagua in Venezuela.

Primo itinerario viaggio (1541-1542) (mappa interattiva)

Orellana diede nome al fiume Rio delle Amazzoni (in spagnolo Rio Amazonas) in quanto, lungo esso, fu attaccato da un gruppo di donne indigene combattenti, come le Amazzoni della mitologia greca.
La mitica città di El Dorado non fu trovata, ma Orellana contribuì a far conoscere in Europa uno dei territori più inesplorati del mondo. Di ritorno in Spagna, cercò l'appoggio di Carlo V per organizzare una nuova spedizione. Dopo qualche anno riuscì a ripartire al comando di quattro navi con l'idea di fondare una città alla foce del grande fiume e con il titolo di Governatore dell'Amazzonia, che veniva chiamata Nuova Andalucia ed era sotto l'influenza spagnola.
La partenza avvenne nel 1545, ma questa volta la spedizione non ebbe l'esito sperato. Innanzitutto tre navi si persero prima di giungere all'estuario del Rio delle Amazzoni, ed inoltre i rimanenti superstiti furono facile preda di malattie e di continui attacchi indigeni. Orellana morì a causa di una malattia fulminante (malaria cerebrale) e i sopravvissuti ripararono con una nave di fortuna nell'isola Margarita in Venezuela.

## Omaggi
- L'attuale provincia ecuadoriana dell'Orellana venne così chiamata in suo onore.

## Nella cultura di massa
- Nel film Indiana Jones e il regno del teschio di cristallo il celebre archeologo ritrova, mummificati, il corpo di Orellana e dei suoi compagni che avevano trovato la strada per Eldorado, e il Teschio di cristallo.
- In vari racconti redatti dal fumettista Hugo Pratt, Orellana viene spesso nominato in Corto Maltese nelle sue avventure in sud America alla ricerca delle sette città di Cibola.
- Nella storia di Zagor Le donne guerriere (2012) viene narrata in un flashback iniziale la spedizione di Orellana.